# FC Twente in het seizoen 1981/82
Het seizoen 1981-1982 was het zeventiende jaar in het bestaan van de Nederlandse voetbalclub FC Twente. De Tukkers kwamen uit in de Nederlandse Eredivisie en namen deel aan het toernooi om de KNVB beker.

## Verloop
Na het mislopen in het voorgaande seizoen 1980/81 van Europees voetbal had trainer Hennie Hollink zijn contract ingeleverd. Hij werd opgevolgd door Almelose gymnastiekleraar Rob Groener, die een contract tekende voor een jaar. Oud-aanvoerder Epi Drost werd aangetrokken als assistent-trainer. In februari 1982 verlengde Groener zijn contract met een jaar.
FC Twente kende een wisselvallig seizoen waarin thuis onder andere werd gewonnen van AFC Ajax, Feyenoord en AZ'67. Na de overwinning in de vierde speelronde op Ajax was Twente lijstaanvoerder. Na vijf verliesbeurten op rij in oktober en november zakte de ploeg echter van een zevende naar een veertiende plek in de rangschikking. Uiteindelijk eindigde het op een teleurstellende twaalfde plaats. In het toernooi om de KNVB Beker werd Twente in de derde ronde uitgeschakeld door FC Utrecht.

## Selectie
| Naam             | Positie        |
| ---------------- | -------------- |
| André van Gerven | Doelverdediger |
| Theo Snelders    | Doelverdediger |
| Ejo Elburg       | Doelverdediger |
| Ab Gritter       | Verdediger     |
| Tjalling Dilling | Verdediger     |
| Fred Rutten      | Verdediger     |
| Jan Pouls        | Verdediger     |
| Romeo Zondervan  | Verdediger     |
| John Scheve      | Verdediger     |
| Jan van Gestel   | Verdediger     |
| Tonny Harleman   | Verdediger     |
| Martin Jol       | Middenvelder   |
| Michael Birkedal | Middenvelder   |

| Naam                  | Positie      |
| --------------------- | ------------ |
| Aad Kila              | Middenvelder |
| Marcel Mentink        | Middenvelder |
| Paul Leyenaar         | Middenvelder |
| Jaap Bos              | Middenvelder |
| Martien Vreijsen      | Aanvaller    |
| Ferdi Rohde           | Aanvaller    |
| Søren Lindsted        | Aanvaller    |
| Manuel Sánchez Torres | Aanvaller    |
| Evert Bleuming        | Aanvaller    |
| Jerry Cooke           | Aanvaller    |
| Gerard Kaak           |              |
| Bennie Brinkman       |              |
| Ronald Hesselink      |              |

## Wedstrijdstatistieken

### Eredivisie
| Datum                 | Wedstrijd                   | Uitslag       | Scoreverloop |
| --------------------- | --------------------------- | ------------- | --- |
| za. 15 augustus 1981  | MVV - FC Twente             | 3 - 1 (0 - 1) | 31' Jerry Cooke 0-1, 58' Cees Schapendonk 1-1, 67' Adri van Staveren 2-1, 84' Cees Schapendonk 3-1                                                                  |
| wo. 19 augustus 1981  | FC Twente - PEC Zwolle      | 2 - 0 (0 - 0) | 62' Ab Gritter 1-0, 78' Manuel Sánchez Torres 2-0 |
| za. 22 augustus 1981  | De Graafschap - FC Twente   | 1 - 6 (0 - 3) | 2' Martin Jol 0-1, 29' Evert Bleuming 0-2, 34' Ferdi Rohde 0-3, 56' Manuel Sánchez Torres 0-4, 70' Ferdi Rohde 0-5, 81' Evert Bleuming 0-6, 89' John Trentelman 1-6 |
| wo. 26 augustus 1981  | FC Twente - AFC Ajax        | 2 - 1 (2 - 0) | 23' Manuel Sánchez Torres 1-0, 45' Tjalling Dilling 2-0, 88' Jesper Olsen 2-1                                                                                       |
| za. 29 augustus 1981  | FC Den Haag - FC Twente     | 3 - 2 (0 - 1) | 42' Manuel Sánchez Torres 0-1, 49' René van Delft 1-1, 52' Harry Melis 2-1, 75' Nicky Morgan (voetballer) 3-1, 75' Søren Lindsted 3-2                               |
| za. 12 september 1981 | FC Twente - FC Groningen    | 1 - 1 (1 - 0) | 42' Henk Veldmate (ed) 1-0, 63' Eddy Bakker 1-1 |
| zo. 20 september 1981 | Sparta - FC Twente          | 1 - 2 (0 - 2) | 1' Manuel Sánchez Torres 0-1, 26' Ferdi Rohde 0-2, 72' René van der Gijp 1-2                                                                                        |
| za. 26 september 1981 | FC Twente - NAC             | 0 - 1 (0 - 1) | 26' Koos Waslander 0-1 |
| za. 3 oktober 1981    | PSV - FC Twente             | 4 - 0 (1 - 0) | 29' Huub Stevens 1-0, 47' Ruud Geels 2-0, 49' Hallvar Thoresen 3-0, 65' Hallvar Thoresen 4-0                                                                        |
| za. 17 oktober 1981   | FC Twente - Go Ahead Eagles | 1 - 0 (1 - 0) | 35' Romeo Zondervan 1-0 |
| zo. 25 oktober 1981   | FC Utrecht - FC Twente      | 4 - 2 (1 - 1) | 14' Ferdi Rohde 0-1, 39' Ton de Kruijk (p) 1-1, 66' Leo van Veen 2-1, 71' Ferdi Rohde 2-2, 86' Ton de Kruijk 3-2, 90' Willy Carbo 4-2                               |
| za. 7 november 1981   | FC Twente - Roda JC         | 1 - 3 (1 - 1) | 14' Søren Lindsted 1-0, 24' Leo Ehlen 1-1, 81' Dick Nanninga 1-2, 85' René Hofman 1-3                                                                               |
| wo. 11 november 1981  | AZ'67 - FC Twente           | 2 - 1 (0 - 1) | 10' Manuel Sánchez Torres 0-1, 49' Kees Kist 1-1, 68' Pier Tol 2-1                                                                                                  |
| zo. 22 november 1981  | FC Twente- HFC Haarlem      | 0 - 2 (0 - 0) | 55' Chris Verkaik 0-1, 69' Joop Böckling 0-2 |
| zo. 29 november 1981  | NEC - FC Twente             | 2 - 1 (1 - 0) | 2' Pleun Strik 1-0, 81' Frans Janssen 2-0, 83' Manuel Sánchez Torres 2-1                                                                                            |
| zo. 24 januari 1982   | Willem II - FC Twente       | 0 - 2 (0 - 1) | 25' Martien Vreijsen 0-1, 85' Manuel Sánchez Torres 0-2 |
| za. 30 januari 1982   | PEC Zwolle - FC Twente      | 5 - 1 (1 - 0) | 22' Peter van der Hengst 1-0, 48' Ron Jans (p) 2-0, 59' Jan Hendriksen 3-0, 71' John van den Wildenberg 4-0, 76' Martien Vreijsen 4-1, 81' Ron Jans 5-1             |
| zo. 7 februari 1982   | FC Twente - MVV             | 2 - 2 (2 - 1) | 13' Ferdi Rohde 1-0, 30' Cees Schapendonk 1-1, 38' Ferdi Rohde 2-1, 53' Cees Schapendonk 2-2                                                                        |
| zo. 14 februari 1982  | FC Twente - De Graafschap   | 4 - 0 (1 - 0) | 39' Manuel Sánchez Torres 1-0, 49' Martien Vreijsen 2-0, 69' Søren Lindsted 3-0, 80' Martien Vreijsen 4-0                                                           |
| wo. 24 februari 1982  | FC Twente - Feyenoord       | 4 - 0 (1 - 0) | 3' Søren Lindsted 1-0, 56' Ferdi Rohde 2-0, 77' Ferdi Rohde 3-0, 88' Martien Vreijsen (p) 4-0                                                                       |
| zo. 28 februari 1982  | AFC Ajax - FC Twente        | 5 - 1 (2 - 0) | 3' Jesper Olsen 1-0, 15' Gerald Vanenburg 2-0, 53' Peter Boeve 3-0, 61' Søren Lindsted 3-1, 80' Tscheu La Ling 4-1, 88' Dick Schoenaker 5-1                         |
| za. 6 maart 1982      | FC Twente - FC Den Haag     | 2 - 0 (2 - 0) | 20' Simon van Vliet (ed) 1-0, 30' Ferdi Rohde 2-0 |
| zo. 14 maart 1982     | FC Groningen - FC Twente    | 3 - 0 (1 - 0) | 41' Ronald Koeman (p) 1-0, 89' Peter Houtman 2-0, 90' Henk Veldmate 3-0                                                                                             |
| za. 20 maart 1982     | FC Twente - Sparta          | 1 - 0 (0 - 0) | 87' Søren Lindsted 1-0 |
| za. 27 maart 1982     | NAC - FC Twente             | 0 - 0 (0 - 0) | |
| za. 3 april 1982      | FC Twente - Willem II       | 2 - 0 (0 - 0) | 66' Manuel Sánchez Torres (p) 1-0, 89' Jan Pouls 2-0 |
| di. 6 april 1982      | FC Twente - PSV             | 2 - 3 (2 - 0) | 1' Ab Gritter 1-0, 29' Manuel Sánchez Torres 2-0, 79' Hallvar Thoresen 2-1, 86' Rob Landsbergen 2-2, 90' Jan Poortvliet 2-3                                         |
| za. 10 april 1982     | Go Ahead Eagles - FC Twente | 0 - 0 (0 - 0) | |
| za. 17 april 1982     | FC Twente - FC Utrecht      | 2 - 1 (2 - 1) | 16' Manuel Sánchez Torres 1-0, 24' Manuel Sánchez Torres 2-0, 38' Willy Carbo 2-1                                                                                   |
| zo. 25 april 1982     | Roda JC - FC Twente         | 3 - 0 (2 - 0) | 3' Leo Ehlen 1-0, 26' John Eriksen 2-0, 72' John Eriksen 3-0 |
| za. 1 mei 1982        | FC Twente - AZ'67           | 2 - 0 (2 - 0) | 13' Manuel Sánchez Torres 1-0, 19' Jaap Bos 2-0 |
| za. 8 mei 1982        | HFC Haarlem - FC Twente     | 3 - 0 (1 - 0) | 5' Joop Böckling 1-0, 48' Ruud Gullit 2-0, 73' Joop Böckling 3-0 |
| za. 15 mei 1982       | FC Twente - NEC             | 0 - 2 (0 - 1) | 43' Wim van Zinnen 0-1, 90' Percy Guerin 0-2 |
| za. 22 mei 1982       | Feyenoord - FC Twente       | 3 - 3 (2 - 1) | 22' Søren Lindsted 0-1, 31' Ivan Nielsen 1-1, 40' Karel Bouwens 2-1, 53' Manuel Sánchez Torres (p) 2-2, 78' Carlo de Leeuw 3-2, 82' Martien Vreijsen 3-3            |

### KNVB Beker
| Datum           | Wedstrijd              | Uitslag       | Scoreverloop |
| --------------- | ---------------------- | ------------- | --- |
| 31 oktober 1981 | FC Twente - FC VVV     | 5 - 1 (3 - 0) | 6' Manuel Sánchez Torres 1-0, 18' Ferdi Rohde 2-0, 35' Ferdi Rohde 3-0, 47' Jos Rutten 3-1, 54' Romeo Zondervan 4-1, 85' Ferdi Rohde 5-1 |
| 3 februari 1982 | FC Twente - FC Utrecht | 1 - 2 (0 - 1) | 44' Willy Carbo 0-1, 55' Martien Vreijsen 1-1, 63' Koos van Tamelen 1-2                                                                  |

Ajax ·
AZ '67 ·
Feyenoord ·
Go Ahead Eagles ·
De Graafschap ·
FC Groningen ·
FC Den Haag ·
Haarlem ·
MVV ·
NAC ·
N.E.C. ·
PEC Zwolle '82 ·
PSV ·
Roda JC ·
Sparta Rotterdam ·
FC Twente ·
FC Utrecht ·
Willem II